# Анна Марія Бранденбург-Ансбаська
Анна Марія Бранденбург-Ансбаська (нім. Anna Maria von Brandenburg-Ansbach; 28 грудня 1526 — 20 травня 1589) — принцеса Бранденбург-Ансбаська з династії Гогенцоллернів, донька маркграфа Бранденбург-Ансбаху Георга Сповідника та герцогині Мюнстерберг-Ельської Ядвіґи, дружина герцога Вюртембергу Крістофа. Решту життя після смерті чоловіка перебувала в депресії, частину цього часу — під наглядом.

## Біографія

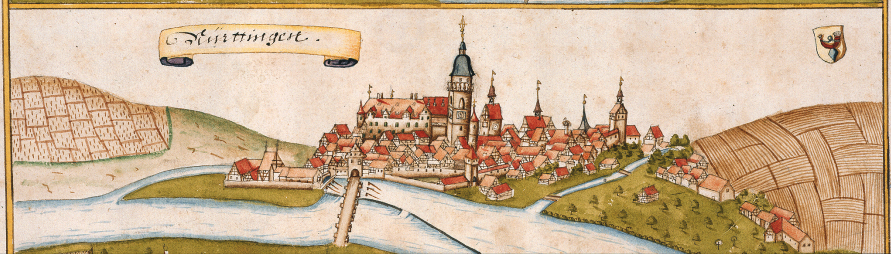
Панорама Нюртінгена

Народилась 28 грудня 1526 року в Єґерндорфі. Була первістком в родині спадкоємця  Бранденбург-Ансбаського маркграфства Георга та його другої дружини Ядвіґи Мюнстерберг-Ельської, з'явившись на світ наприкінці другого року їхнього спільного життя. Мала молодшу сестру Сабіну.
Втратила матір, маючи близько 5 років. Батько невдовзі узяв третій шлюб із саксонською принцесою Емілією. Мачуху змальовували як мудру, доброчесну жінку, ревну лютеранку. Від цього союзу у дівчат з'явився молодший єдинокровний брат і три сестри. Всі діти виховувались у лютеранській вірі. У 1536 році Георг став правителем Бранденбург-Ансбаху.

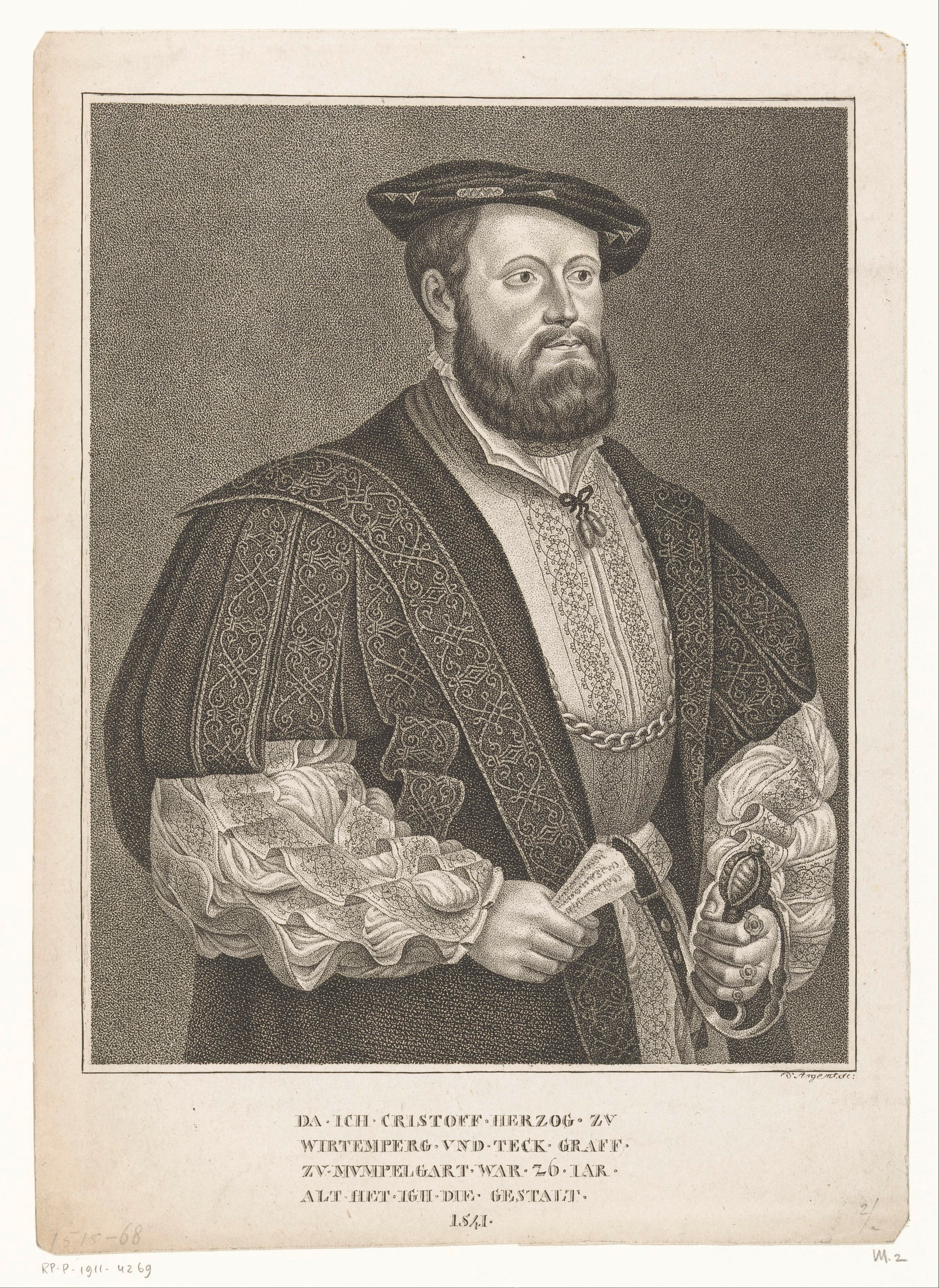
Портрет Христофа Вюртемберзького пензля А. Л. д'Аржана

У 17-річному віці була видана заміж за 28-річного спадкоємного принца Вюртембергу Крістофа, єдиного сина герцога Ульріха. Саме правитель Вюртемберга наполягав на її кандидатурі. Шлюб із протестанткою зміцнював конфесіональні позиції його сина. Весілля відбулося 24 лютого 1544 в Ансбаху. Менш, ніж за рік, Анна Марія народила первістка. Всього у подружжя було дванадцятеро дітей. 
У листопаді 1550 року Крістоф став правлячим герцогом, а молода Анна Марія — герцогинею-консортом. Мешкало сімейство у Штутгартському палаці, де з 1553 року проводилася капітальна реконструкція. Родині також належала низка замків по всьому Вюртембергу, які теж зазнали оновлення у стилі ренесансу.
Герцогиню змальовували як економну господиню. Жінка керувала придворною аптекою, яка постачала безкоштовні ліки нужденним. Щодо її впливу на Крістофа нічого не відомо.
Втратила чоловіка на свій 42-й День народження. Після його смерті мешкала в удовиній резиденції в Нюртінгені, де впала в депресію. Втім, за три роки закохалася у ландграфа Гессен-Дармштадту Георга I, вдвічі молодшого за неї, який якраз одружився із Магдаленою цур Ліппе. Згодом перебувала під наглядом, як психічно хвора людина.
Пішла з життя у Нюртінгені 20 травня 1589 року. За п'ять днів після цього її донька Елеонора одружилася із Георгом I, який до того часу овдовів.
Похована у Колегіальній церкві Тюбінгена поруч із чоловіком.

## Родина
Чоловік — Христоф, герцог Вюртемберзький
Діти
- Ебергард (1545—1568) — спадкоємний принц Вюртембергу, одруженим не був, дітей не мав;
- Ядвіґа (1547—1590) — дружина ландграфа Гессен-Марбургу Людвіга IV, дітей не мала;
- Єлизавета (1548—1592) — була двічі одружена, дітей не мала;
- Сабіна (1549—1581) — дружина ландграфа Гессен-Касселю Вільгельма IV, мала одинадцятеро дітей;
- Емілія (1550—1589) — дружина пфальцграфа Ціммернського Ріхарда, дітей не мала;
- Елеонора (1552—1618) — була двічі одружена, мала одинадцятеро дітей від обох шлюбів;
- Людвіг (1554—1593) — наступний герцог Вюртембергу в 1568—1593 роках, був двічі одруженим, дітей не мав;
- Максиміліан (1556—1557) — прожив 7 місяців;
- Ульріх (травень—7 липня 1558) — прожив 2 місяці;
- Доротея Марія (1559—1639) — дружина пфальцграфа Зульцбаху Отто Генріха, мала тринадцятеро дітей;
- Анна (1561—1616) — була двічі одружена, мала двох дітей від першого шлюбу;
- Софія (1563—1590) — дружина герцога Саксен-Веймару Фрідріха Вільгельма I, мала шестеро дітей.